# Новоросійський оборонний район
Новоросійський оборонний район (рос. Новороссийский оборонительный район) — тимчасове оперативне об'єднання радянських військ, що діяло в ході оборони Новоросійська за часів німецько-радянської війни. Створено 17 серпня 1942 року з частин 47-ї, 56-ї армій, Азовської військової флотилії, Керченської, Новоросійської, Темрюцької військово-морських баз, та зведеної авіагрупи 5-ї повітряної армії та частини ВПС Чорноморського флоту. Загальне керівництво здійснював генерал Котов Г. П. (з 8 вересня генерал Гречко А. А.). Перед оборонним районом ставилося завдання не допустити здійснення просування сил противника до Новоросійська як з суші, так і з моря. Межі Новоросійського оборонного району проходили по населених пунктах Анапа — станиці Кримська — Абінська — Шапсугська — Фальшивий Геленджик.

## Зміст
17 серпня радянське керівництво в намаганні об'єднати зусилля військ та флоту у обороні Новоросійська створює Новоросійський оборонний район. До складу оборонного району увійшли 47-ма армія — 77-ма (полковник Е. Е. Кабанов) та 216-та стрілецька дивізія 56-ї армії, 103-тя окрема стрілецька курсантська бригада, 83-тя морська стрілецька бригада, 1-ша зведена бригада морської піхоти, Азовська військова флотилія, Керченська, Новоросійська і Темрюцька військово-морські бази та зведена авіагрупа — 237-ма авіадивізія 5-ї повітряної армії і частини ВПС Чорноморського флоту — загалом 112 літаків І-15, І-16, Іл-2 та МБР-2 (командир — генерал Павло Кваде). Загальне керівництво НОР покладалося на генерала Котова Г. п. (з 8 вересня генерал Андрій Гречко — Котов знятий з посади), заступником по морській частині — командуючий Азовською флотилією контрадмірал Сергій Горшков. Перед оборонним районом ставилося завдання не допустити здійснення просування сил противника до Новоросійська як з суші, так і з моря. Оборону сухопутної частини мала здійснювати 47-ма армія разом із морською піхотою, захист бази з моря покладався на берегову артилерію — 87 45-122-мм стволів, авіацію та кораблі військово-морської бази — 2 канонерські човни, 26 катерів охорони, 17 торпедних катерів. Межі Новоросійського оборонного району проходили по населених пунктах Анапа — станиці Кримська — Абінська — Шапсугська — Фальшивий Геленджик.
З метою боротьби з можливими десантами вермахту вся територія Новоросійського оборонного району поділялася на сектори, а кожному секторі створено маневрені групи.
До початку німецького штурму Новоросійська сили Новоросійського оборонного району тримали оборону на фронті завдовжки близько 1000 км, від річки Джубга до гирла річки Кубань. Проти них наступала 17-та німецька армія у складі 57-го танкового корпусу, 5-го та 44-го армійських корпусів та 4-го румунського кавалерійського корпусу. Крім того, командування групи армій «А» вирішило форсувати Керченську протоку силами 42-го армійського корпусу 11-ї армії.
Артилерійську підтримку захисникам міста у період боїв надавали кораблі Чорноморського флоту. Так, 1 і 4 вересня лідер «Харків» та ескадрений міноносець «Сообразительний» обстрілювали скупчення військ противника в районі станиць Нижньобаканської, Неберджаївської та Раєвської.
У ніч на 9 вересня виснажені безперервними чотириденними боями, зазнавши великих втрат у людях і витрати боєзапасів частини морської піхоти не змогли далі стримувати натиск гітлерівських військ. Німецькі та румунські формування зайняли західну частину міста та вийшли до Холодильника. У ніч на 10 вересня частини Новоросійського оборонного району евакуювалися на східний берег Цемеської бухти, всього було вивезено 2510 людей.